# 云集街道 (衡南县)
云集街道，云集镇，是中华人民共和国湖南省衡陽市衡南县下辖的一个乡镇级行政单位。地处衡南县中部，东临耒水，南接向阳镇，西邻松江镇、车江镇，北与衡阳市珠晖区东阳渡镇隔江相望。2015年11月18日，车江镇、向阳镇、云集镇成建制合并设立云集镇。2019年10月31日，撤销云集镇，设立云集街道。

## 行政区划
云集街道下辖以下地区：
保合圩社区、黄金社区、新桥社区、新城社区、堆子岭社区、云集社区、云集村、保合村、滨河村、高堡村、石塘村、栗坪村、白冲村、小白竹村、江新村、古塘村、杉峰村、普贤村、班竹村、东屋村、新塘埠村、云市村、泉梓村、新塘站村、回龙村、杨柳村、阳家坪村、河市村、毛塘村和渡口村。